# Ahlhorner Kellersteine
De Ahlhorner Kellersteine (ook wel Erdmannsteine I en Erdmannsteine II genoemd) zijn twee hunebedden die op ongeveer 50 meter van elkaar liggen bij Ahlhorn, Großenkneten, Landkreis Oldenburg, Nedersaksen. Ze zijn onderdeel van de Straße der Megalithkultur. 
De hunebedden stammen uit het neolithicum en worden toegeschreven aan de Trechterbekercultuur. Ze zijn opgericht tussen 3500 en 2800 v.Chr. en staan bekend onder Sprockhoff Nr. 939 en 940. Ze zijn beide van het type ganggraf.

## Kenmerken
De hunebedden liggen ca. 350 meter ten zuiden van de Bundesautobahn 1 en 250 meter ten noorden van de Aue. Ze liggen ca. 1100 meter van de Heidenopfertisch vandaan. In de Wildeshauser Geest zijn drie verschillende Kellersteine, waaronder de meer oostelijk gelegen Steinloger Kellersteine en Holzhauser Kellersteine.

### Ahlhorner Kellersteine I (Erdmannsteine I)
Het noordwest-zuidoost georiënteerde bouwwerk met Sprockhoff Nr. 939 ligt ten westen van II. Het is een trapeziumvormig ganggraf van het type Emsländische Kammer. Het bouwwerk is 11 meter lang en 3 tot 2,3 meter breed. Van de oorspronkelijke 17 draagstenen zijn er 15 bewaard gebleven. Er staan er nog zeven aan de noordoostelijke zijde en nog zes aan de zuidwestelijke lange kant. Ook zijn beide sluitstenen nog aanwezig en de vijf dekstenen. Twee dekstenen zijn gebroken. De grootste deksteen is 4,5 × 2,1 × 1 meter groot. Op de zuidelijke zijde van de middelste (kapotte) deksteen ontbreken beide draagstenen. Hier is de poort ooit geweest. Van de dekheuvel is niks terug te vinden.

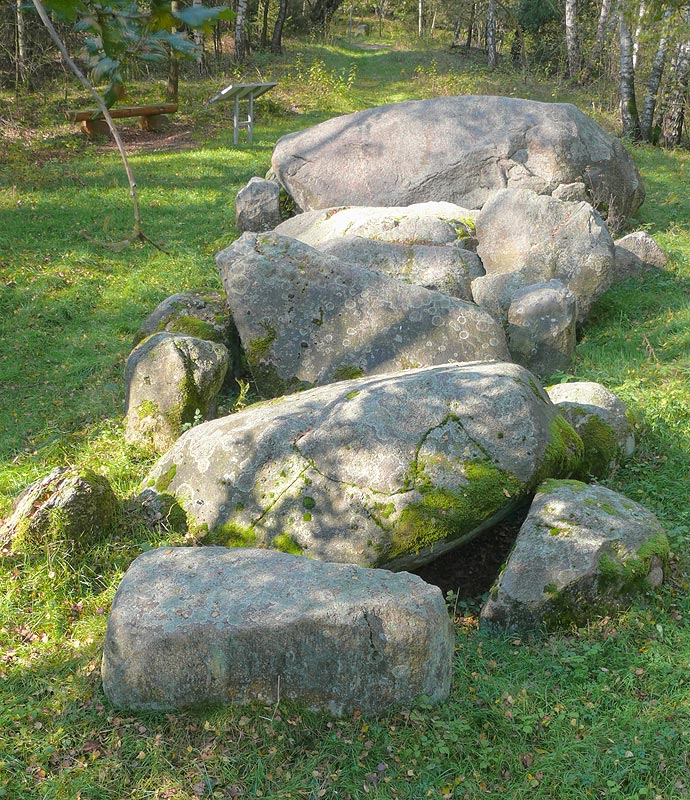
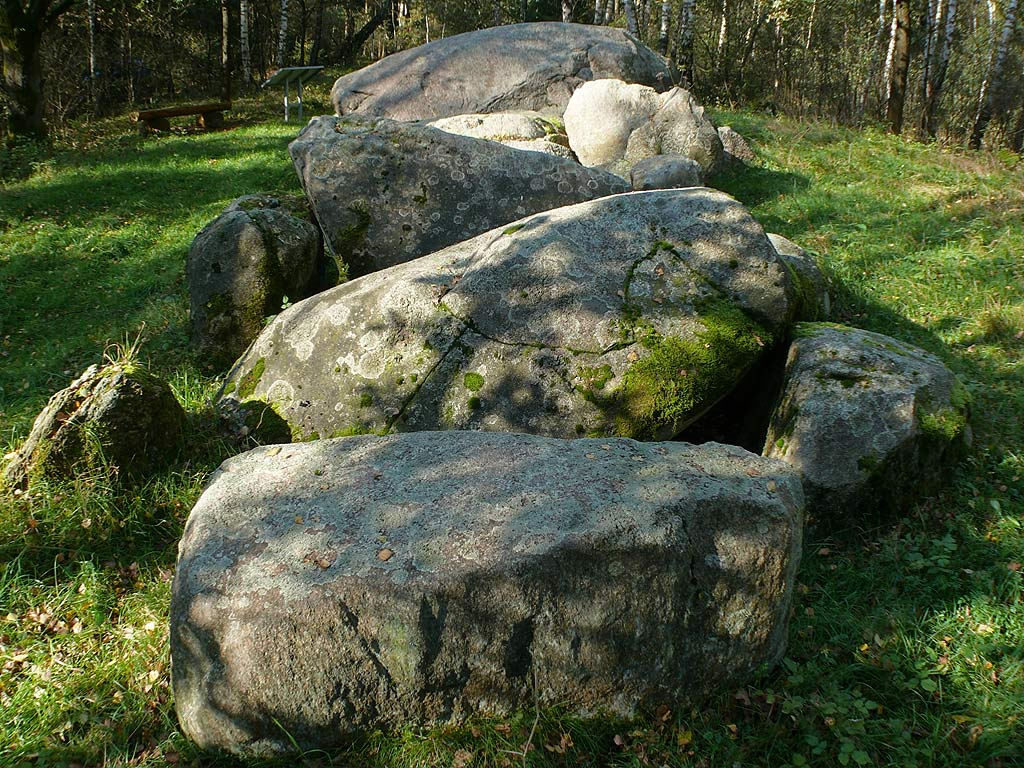
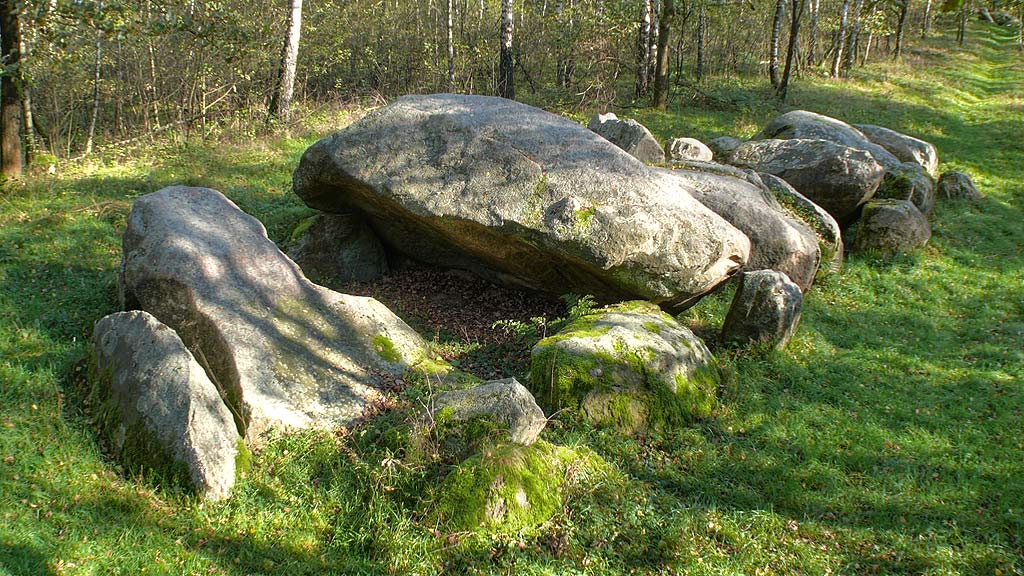
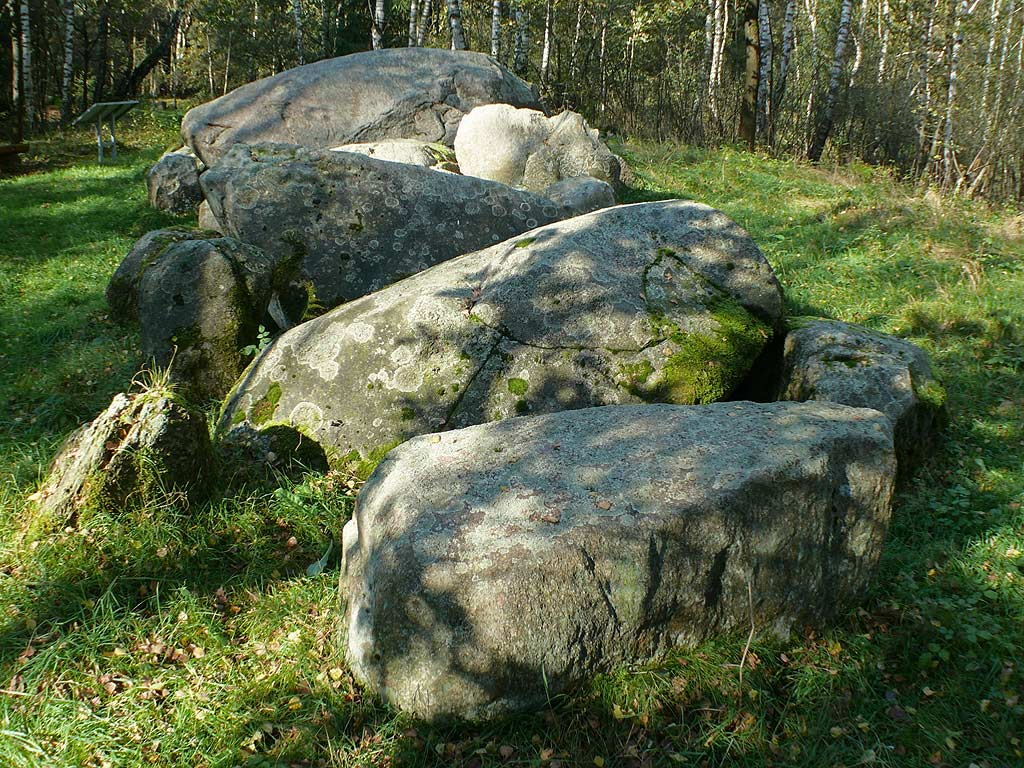

### Ahlhorner Kellersteine II (Erdmannsteine II)
Dit meer oostelijk gelegen hunebed is oost-west georiënteerd en ook trapeziumvormig. Het bouwwerk ligt in de resten van een ronde dekheuvel van meter doorsnee. De kamer heeft een lengte van zes meter. De breedte is  2,5 tot 2 meter. De lange zijden van de kamer hebben beide vier draagstenen. Omdat alleen een sluitsteen bewaard is gebleven en de poort niet behouden is gebleven, kan het oom een (voor deze regio zeldzame) Großdolmen gaan. Van de (minimaal) drie dekstenen die er oorspronkelijk waren, is er nog één in situ. De andere deksteen is gebroken en met beide zijden in de kamer gevallen.

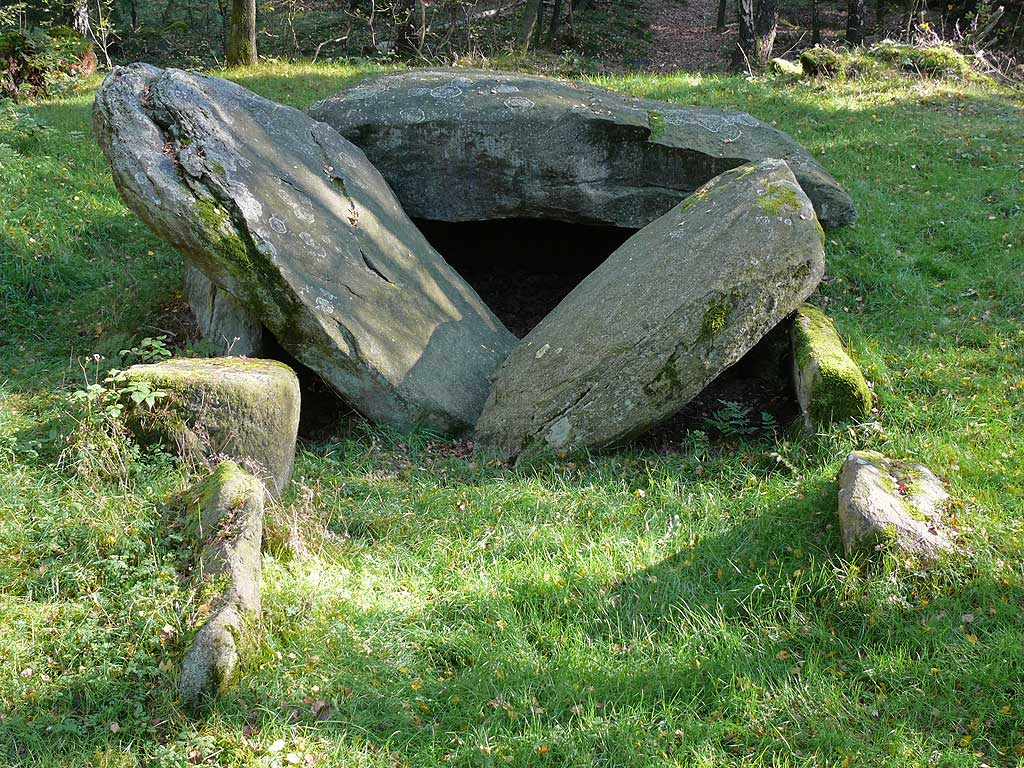
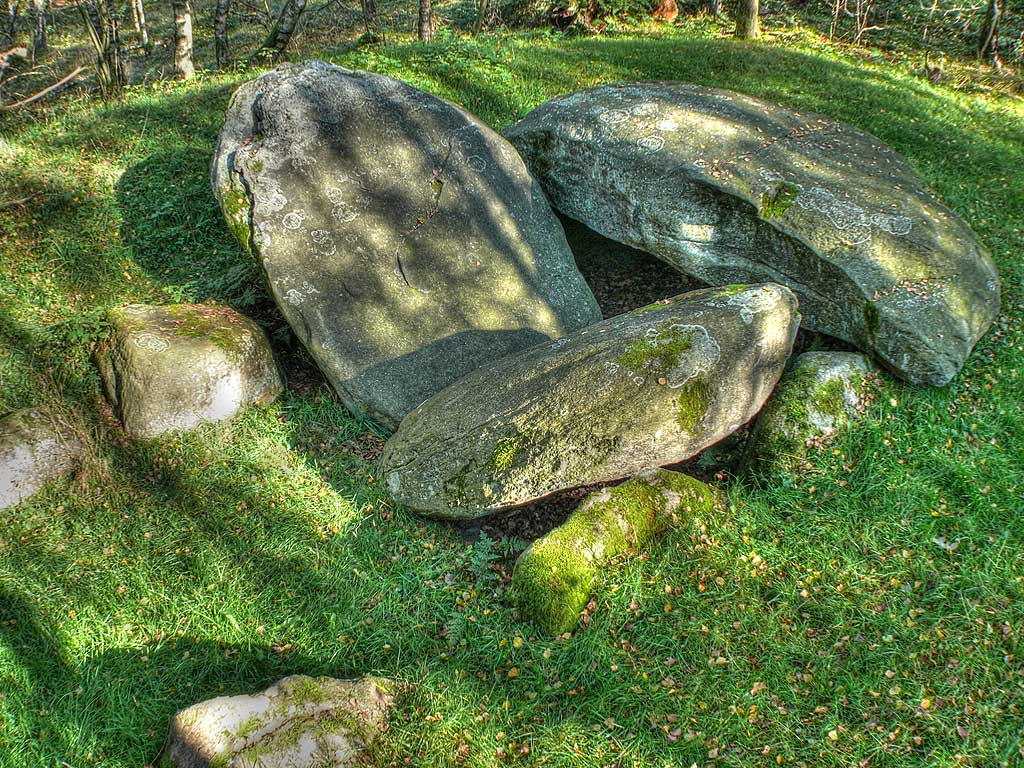
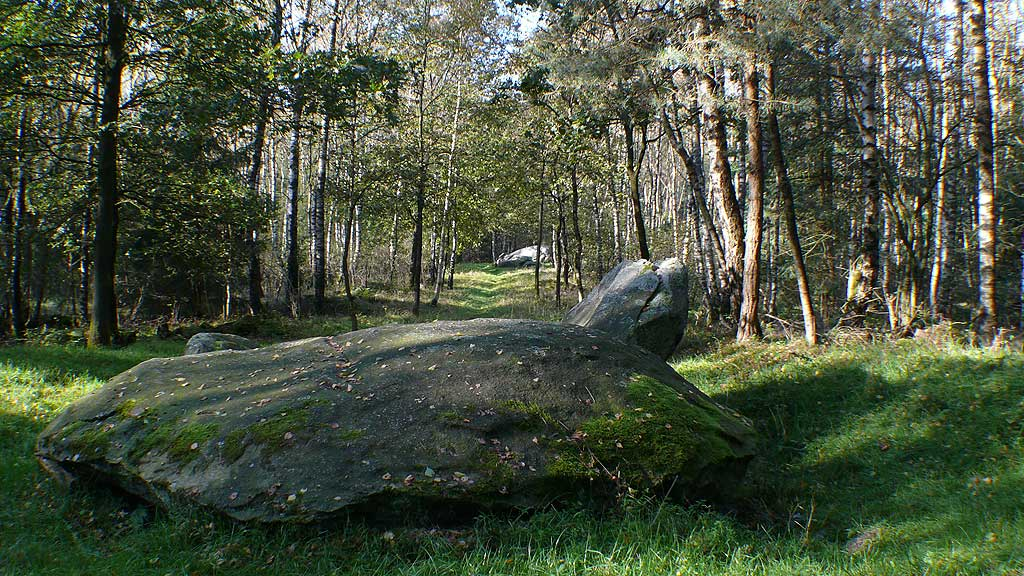
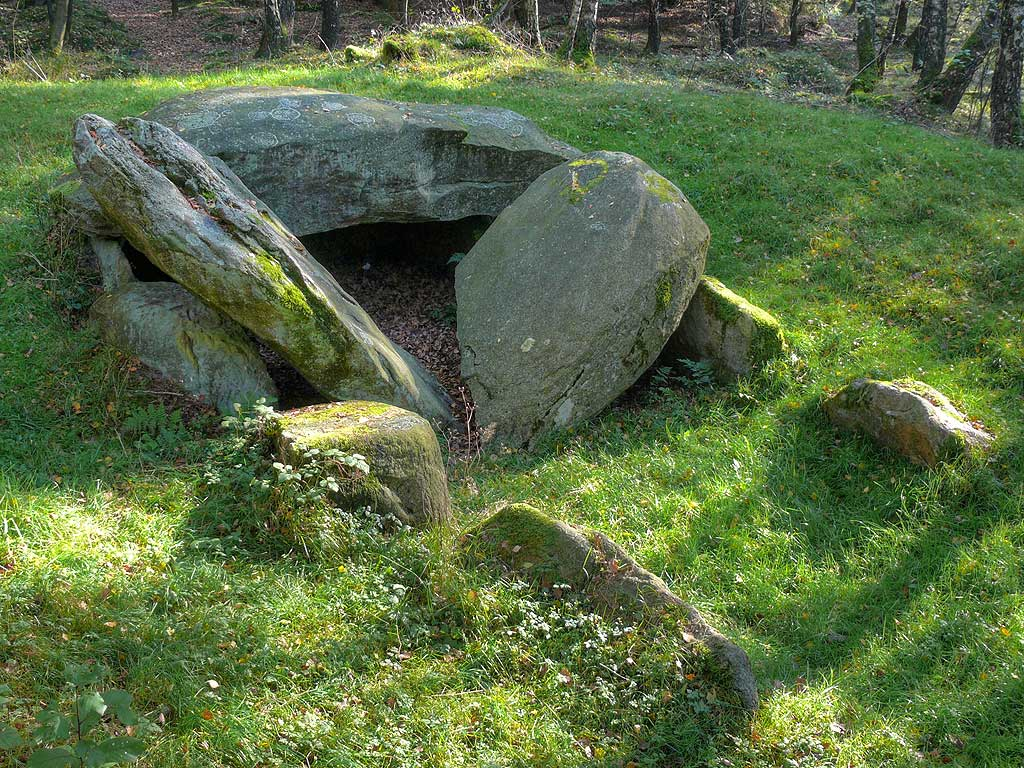

## Weblinks
- Beschreibung, Plan und Bilder (zuletzt abgerufen am 17. Dezember 2012)
- Visbek Navigator: auf die Ahlhorner Kellersteine fokussierter amtl. LGLN bequellter Kartendienst